# 문빠
문빠는 문재인에 빠져있는 문재인의 열성 지지층을 가리키는 말이다. 

## 같이 보기
- 대깨문
- 친문
- 친문재인 댓글부대